# Linea K (metropolitana di Los Angeles)
La linea K (in inglese K Line), nota in fase di realizzazione anche come linea Crenshaw/LAX (in inglese Crenshaw/LAX Line), è una linea metrotranviaria della rete Los Angeles Metro Rail che collega il quartiere Crenshaw con la città di Inglewood. Una volta completata, servirà anche la città di El Segundo e l'Aeroporto Internazionale di Los Angeles.
Incrocia la linea E nella stazione Expo/Crenshaw e in futuro incrocerà la linea C e il LAX Automated People Mover nella stazione LAX/Metro Transit Center.

## Storia
La linea Crenshaw/LAX iniziò ad essere pianificata dopo la rivolta di Los Angeles del 1992 con l'obbiettivo di stimolare la crescita economica di South Los Angeles. Il 4 novembre 2008 gli elettori della contea di Los Angeles approvarono un aumento di mezzo centesimo dell'imposta sulle vendite per finanziare diversi progetti infrastrutturali, inclusa la linea Crenshaw/LAX. Nel dicembre 2009 la LACMTA approvò il tracciato definitivo e il 22 settembre 2011 venne pubblicato il rapporto finale sull'impatto ambientale (EIR) del progetto.
Nel gennaio 2012 la Federal Transit Administration (FTA) diede l'approvazione definitiva per la realizzazione della linea. I lavori, dal costo stimato di 1 766 miliardi di dollari, ebbero quindi inizio il 21 gennaio 2014. Nel novembre 2019 la linea Crenshaw/LAX venne rinominata linea K. L'apertura della prima sezione (Expo/Crenshaw–Westchester/Veterans) è avvenuta il 7 ottobre 2022, e si fermerà in altre sei (di cui quattro facevano attualmente parte della linea C).
Il 3 novembre 2024, la precedente tratta della Metro Green Line da Aviation/LAX a Redondo Beach (5,4 km) è stata trasferita alla Metro Pink Line, mentre la Metro Green Line è stata estesa fino alla stazione Aviation/Century, con la linea K ora operativa su due sezioni isolate fino al completamento della parte centrale mancante con la stazione di trasferimento LAX.
Dal 6 giugno 2025 fu aperta la tratta Westchester/Veterans - Aviation/Century con stazione LAX Metro Transit Center unendo unicamente la linea.

## Caratteristiche
| Unknown route-map component "uCONTgq" | Unknown route-map component "uextKSTRa" + Unknown route-map component "uBHFq" | Unknown route-map component "uCONTfq" |

| Urban tunnel station on track |

| Urban tunnel station on track |

| Urban station on track + Unknown route-map component "PORTALg" |

| Unknown route-map component "uTUNNEL1" |

| Urban station on track |

| Urban station on track |

| Urban station on track |

| Urban station on track |

| Unknown route-map component "uSKRZ-G4o" |

| Urban station on track |

| Unknown route-map component "uhBHFa" |

| Unknown route-map component "uhTUNNEL2" |

| Unknown route-map component "uhSTR" + Unknown route-map component "MSTRq" + Unknown route-map component "RP4oq" |

|  | Unknown route-map component "uhABZgl+l" + Unknown route-map component "uSTR+l" | Unknown route-map component "uhCONTfq" |

| Unknown route-map component "uhBHF" |

| Unknown route-map component "uhBHF" |

| Unknown route-map component "uhBHFe" |

| Unknown route-map component "uhKBHFea" |